# Лысово (Вологодская область)
Лысово — упразднённая деревня в Грязовецком районе Вологодской области. Входила в Вохтожское муниципальное образование, с точки зрения административно-территориального деления — в Вохтогский сельсовет. 

## География
Расстояние до районного центра Грязовца по автодороге — 71 км.

## История
До 2004 года входила в состав Демьяновского сельсовета.
Упразднена 18 августа 2020 года.

## Население
| 2010 |
| ---- |
| 0    |

По данным переписи в 2002 году постоянного населения не было.